# Hnojnice
Hnojnice je malá vesnice, část obce Libčeves v okrese Louny. Nachází se asi 2,5 kilometru východně od Libčevsi. V roce 2011 zde trvale žilo 87 obyvatel.
Hnojnice je také název katastrálního území o rozloze 2,12 km².
Vesnicí prochází silnice II/249. Okolo sousední vesnice Židovice prochází železniční trať Čížkovice–Obrnice, na které se nalézá stejnojmenná železniční zastávka, která původně nesla právě název Hnojnice.

## Název
Pojmenování vesnice, podle jazykovědce Vincence Praseka, pochází ze staroslovanského názvu pro hrnčířskou hlínu „gnoj“; ve vsi tak mohlo být rozvinuté hrnčířství. Antonín Profous odvodil název z přídavného jména hnojná ve významu hnojná voda, země, stráň nebo ves. V historických pramenech se název objevuje ve tvarech: Hnoynycz (1381), Hnoynicz (1406), in Hnoyniczich (1437), Hnojnicze (1543), Hnognicze (1613), Noinitz (1787) a německy Hnoynitz (1833).

## Historie
První písemná zmínka o vesnici pochází z roku 1381.

## Přírodní poměry
Veřejná studna u domu čp. 9 je zdrojem hořké vody vápenato-hořečnatého typu. Podle rozboru z roku 1969 voda obsahovala 1,42 g·l−1 rozpuštěných minerálních látek (238,9 mg·l−1 vápníku, 62,4 mg·l−1 hořčíku, 544,4 mg·l−1 síranových iontů ad.).

## Obyvatelstvo
Při sčítání lidu v roce 1921 zde žilo 245 obyvatel (z toho 109 mužů), z nichž bylo 125 Čechoslováků a 120 Němců. Převažovala římskokatolická většina, ale 55 se jich hlásilo k církvi československé, sedm k izraelské a jeden člověk byl bez vyznání. Podle sčítání lidu z roku 1930 měla vesnice 258 obyvatel: 140 Čechoslováků, 116 Němců a dva Židy. Většina jich byla římskými katolíky, ale šedesát lidí patřilo k církvi československé, šest k židovské a dvanáct lidí bylo bez vyznání.
|                                                             | 1869 | 1880 | 1890 | 1900 | 1910 | 1921 | 1930 | 1950 | 1961 | 1970 | 1980 | 1991 | 2001 | 2011 | 2021 |
| ----------------------------------------------------------- | ---- | ---- | ---- | ---- | ---- | ---- | ---- | ---- | ---- | ---- | ---- | ---- | ---- | ---- | ---- |
| Obyvatelé                                                   | 330  | 312  | 277  | 304  | 258  | 245  | 258  | 157  | 136  | 121  | 98   | 94   | 80   | 87   | 97   |
| Domy                                                        | 66   | 80   | 71   | 73   | 71   | 72   | 82   | 70   | 65   | 39   | 32   | 41   | 40   | 42   | 44   |
| Počet domů z roku 1961 zahrnuje domy místní části Židovice. |      |      |      |      |      |      |      |      |      |      |      |      |      |      |      |

## Obecní správa
Při sčítání lidu v roce 1869–1921 Hnojnice byla osadou obce Libčeves, se kterým patřila nejprve do okrese Teplice, ale v letech 1900–1921 v okrese Duchcov. V letech 1930–1977 byla samostatnou obcí, se kterým patřila nejprve do okresu Duchcov, ale v roce 1950 v okrese Bílina a v letech 1961–1977 v okrese Teplice. Od 31. října 1977 je znovu částí obce Libčeves v okrese Teplice.

## Pamětihodnosti
- národní přírodní památka Kamenná slunce
- cihelna – jednokomorová cihlářská pec, nachází v lese se 700 metrů od obce při levé straně silnice na Koštice[13]

## Galerie

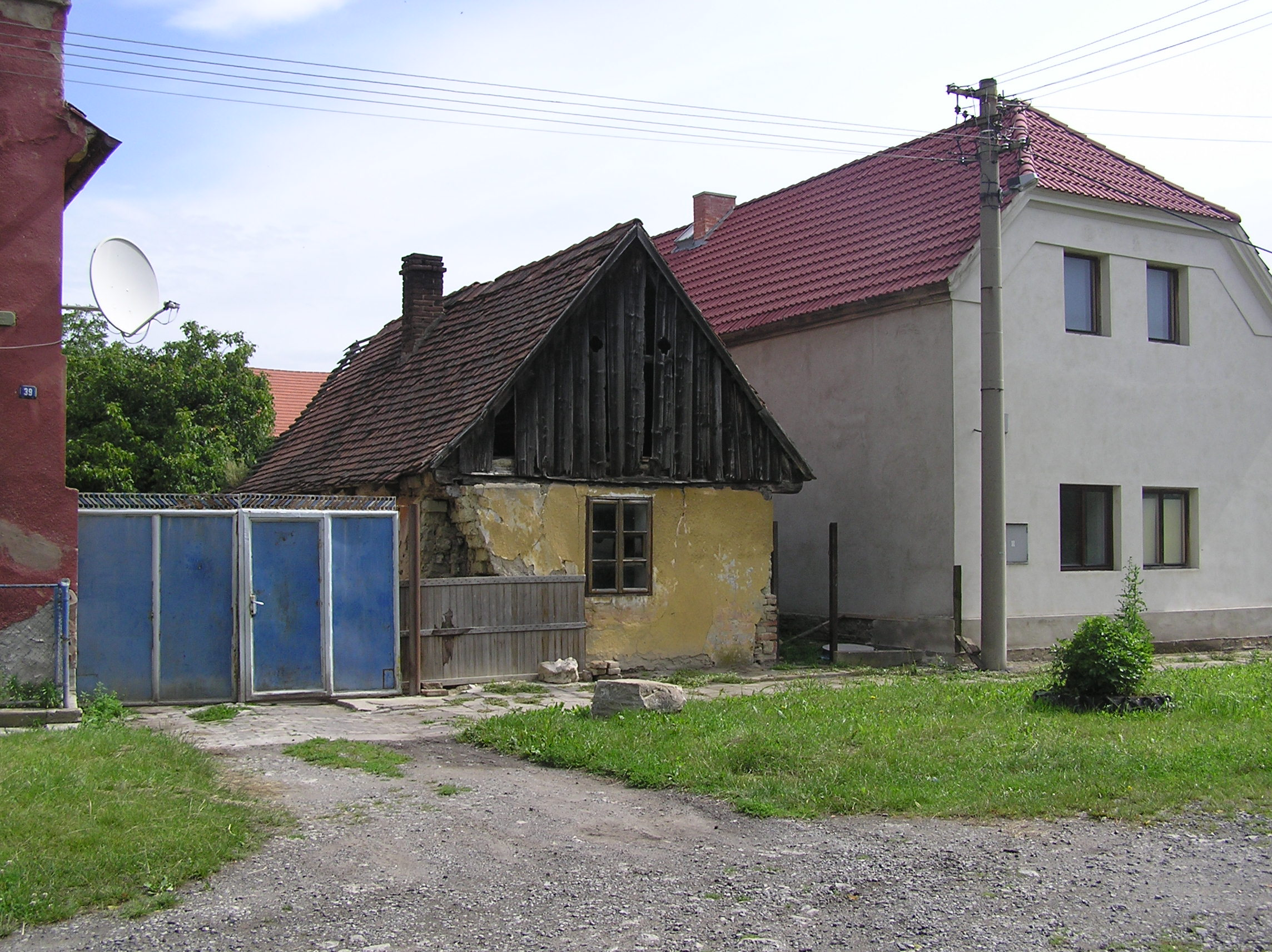
Domek s lomenicí
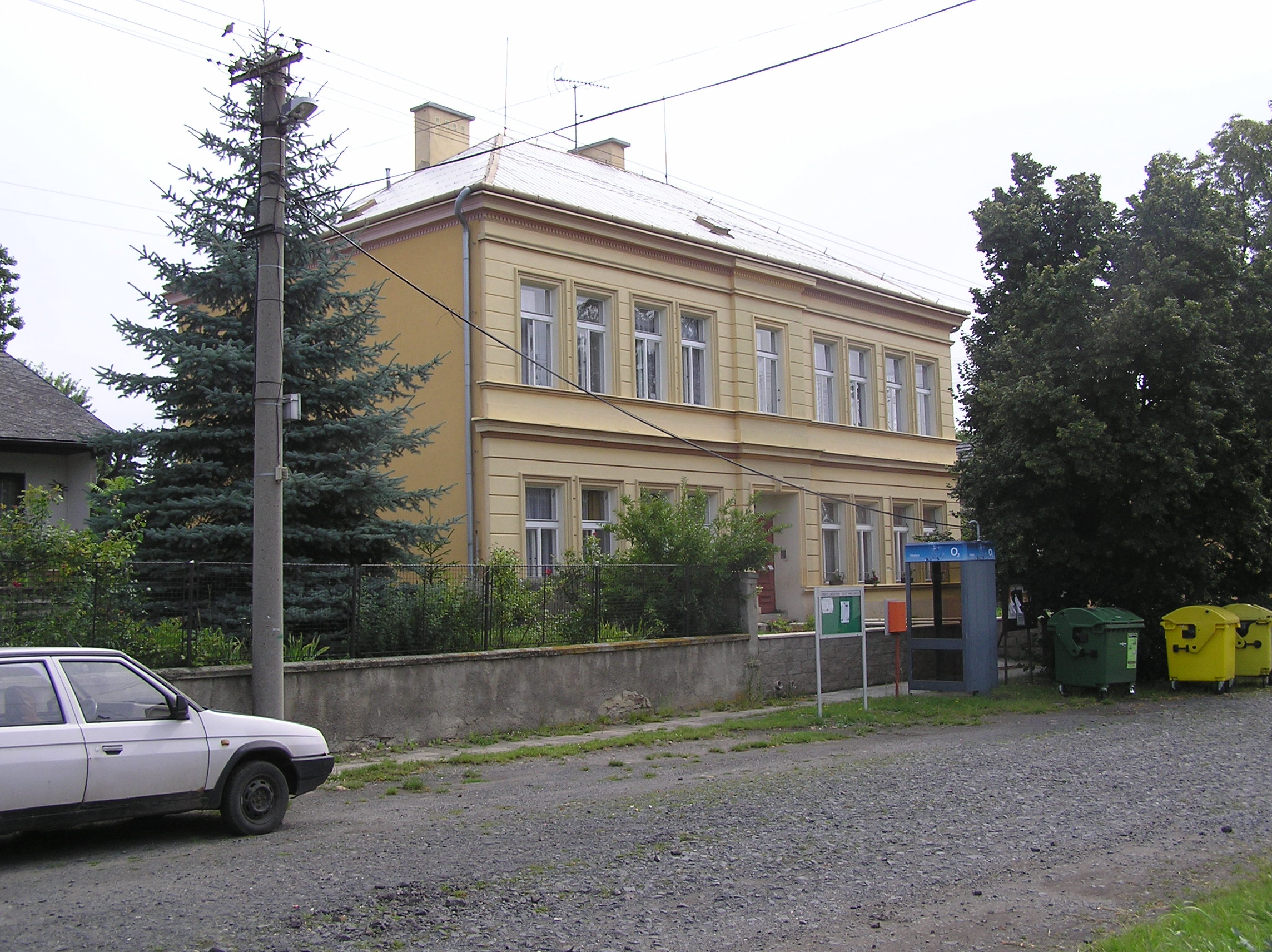
Bývalá škola
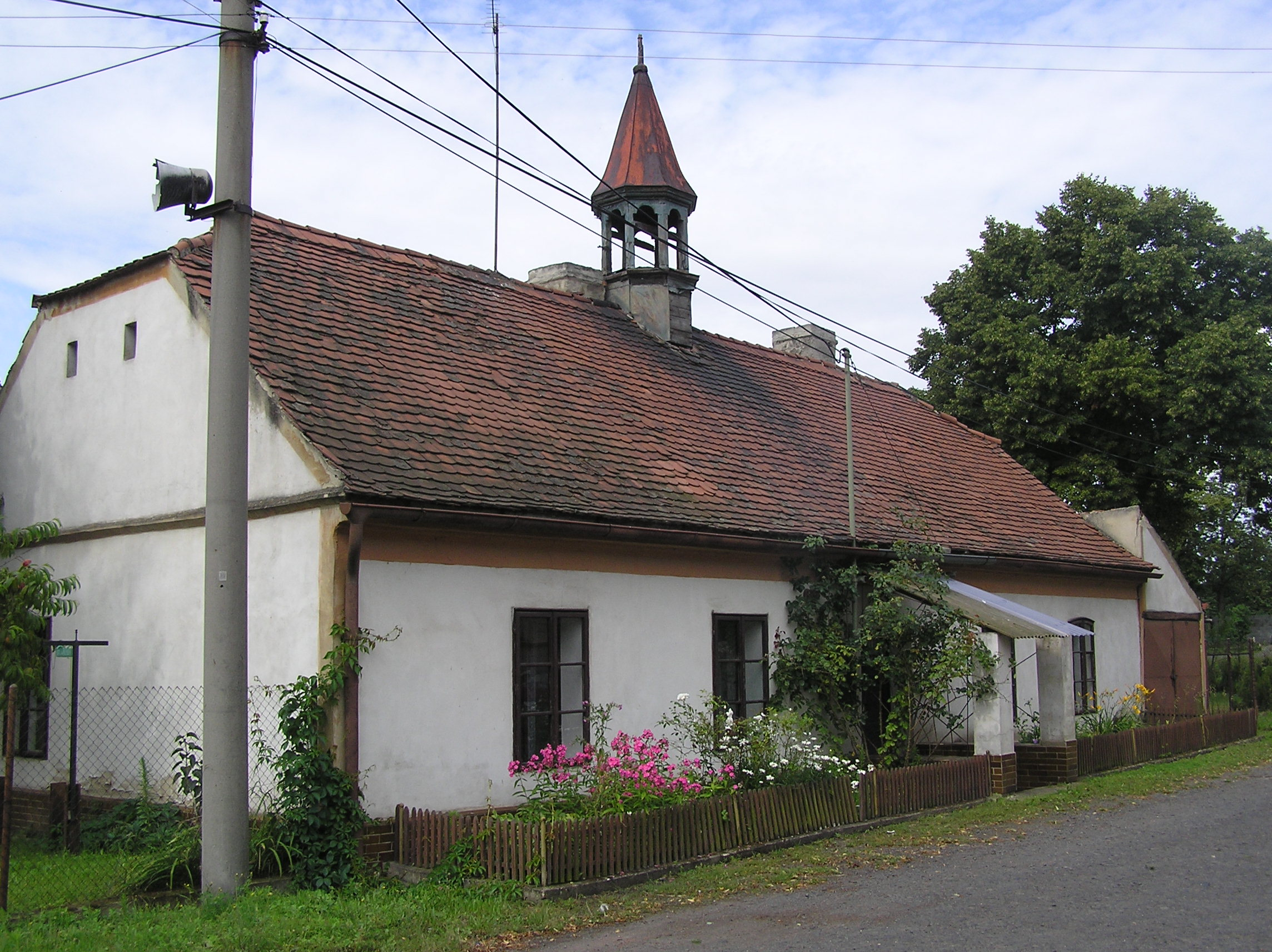
Domek se zvoničkou